# مسابقات قهرمانی سلاح‌های بادی آسیا ۲۰۱۶
مسابقات قهرمانی سلاح‌های بادی آسیا ۲۰۱۶ از ۳ تا ۹ دسامبر در مجموعه ورزشی آزادی واقع در تهران، ایران برگزار شد.

## خلاصه مدال‌ها

### مردان
| رویداد                  | طلا                                                | نقره                                              | برنز                                                                     |
| ----------------------- | -------------------------------------------------- | ------------------------------------------------- | ------------------------------------------------------------------------ |
| ۱۰ متر تپانچه بادی      | شهزار ریزوی · هند                                  | جیتو رای · هند                                    | وو جیایو · چین                                                           |
| ۱۰ متر تپانچه بادی تیمی | هند · اوک پارکاش میتاروال · جیتو رای · شهزار ریزوی | چین · پو کیوفنگ · وو جیایو · ژانگ جای             | قزاقستان · ماکسیم مازپا · دیمیتری سوبوک · رشید یونسمتوف                  |
| ۱۰ متر تفنگ بادی        | لیو یوکون · چین                                    | کائو ییفی · چین                                   | شیان ژوچائو · چین                                                        |
| ۱۰ متر تفنگ بادی تیمی   | چین · کائو ییفی · لیو یوکون · شیان ژوچائو          | هند · عمران حسن خان · آکیل شیوران · ساتیندرا سینگ | تایلند · پونگاستون پانیاتونگ · آپیچاکلی پونگلائوکام · ناپیس تورتونگپانیک |

### زنان
| رویداد                  | طلا                                        | نقره                                                 | برنز                                                     |
| ----------------------- | ------------------------------------------ | ---------------------------------------------------- | -------------------------------------------------------- |
| ۱۰ متر تپانچه بادی      | منگ ژو ژانگ · چین                          | لین یوئه‌می · چین                                     | روچیتا وینرکار · هند                                     |
| ۱۰ متر تپانچه بادی تیمی | چین · لی شویائو · لین یوئه‌می · منگ ژو ژانگ | ایران · بهناز غلامی · الهام هریجانی · گلنوش سبقت‌الهی | مالزی · آلیا سازانا آزاهاری · جوسلین چیاه · بیبیانا ان‌جی |
| ۱۰ متر تفنگ بادی        | ژو هونگ · چین                              | دو بی · چین                                          | شی منگیائو · چین                                         |
| ۱۰ متر تفنگ بادی تیمی   | چین · دو بی · شی منگیائو · ژو هونگ         | هند · آنجوم مودگیل · سریانکا سرنگی · سوما شیرور      | ایران · نرجس امامقلی‌نژاد · نجمه خدمتی · نساء پریاب       |

## جدول مدال‌ها
| رتبه           | کشور           | طلا | نقره | برنز | مجموع |
| -------------- | -------------- | --- | ---- | ---- | ----- |
| ۱              | چین            | ۶   | ۴    | ۳    | ۱۳    |
| ۲              | هند            | ۲   | ۳    | ۱    | ۶     |
| ۳              | ایران          | ۰   | ۱    | ۱    | ۲     |
| ۴              | تایلند         | ۰   | ۰    | ۱    | ۱     |
| ۴              | قزاقستان       | ۰   | ۰    | ۱    | ۱     |
| ۴              | مالزی          | ۰   | ۰    | ۱    | ۱     |
| مجموع (۶ کشور) | مجموع (۶ کشور) | ۸   | ۸    | ۸    | ۲۴    |